# Războiul maghiaro-khazar

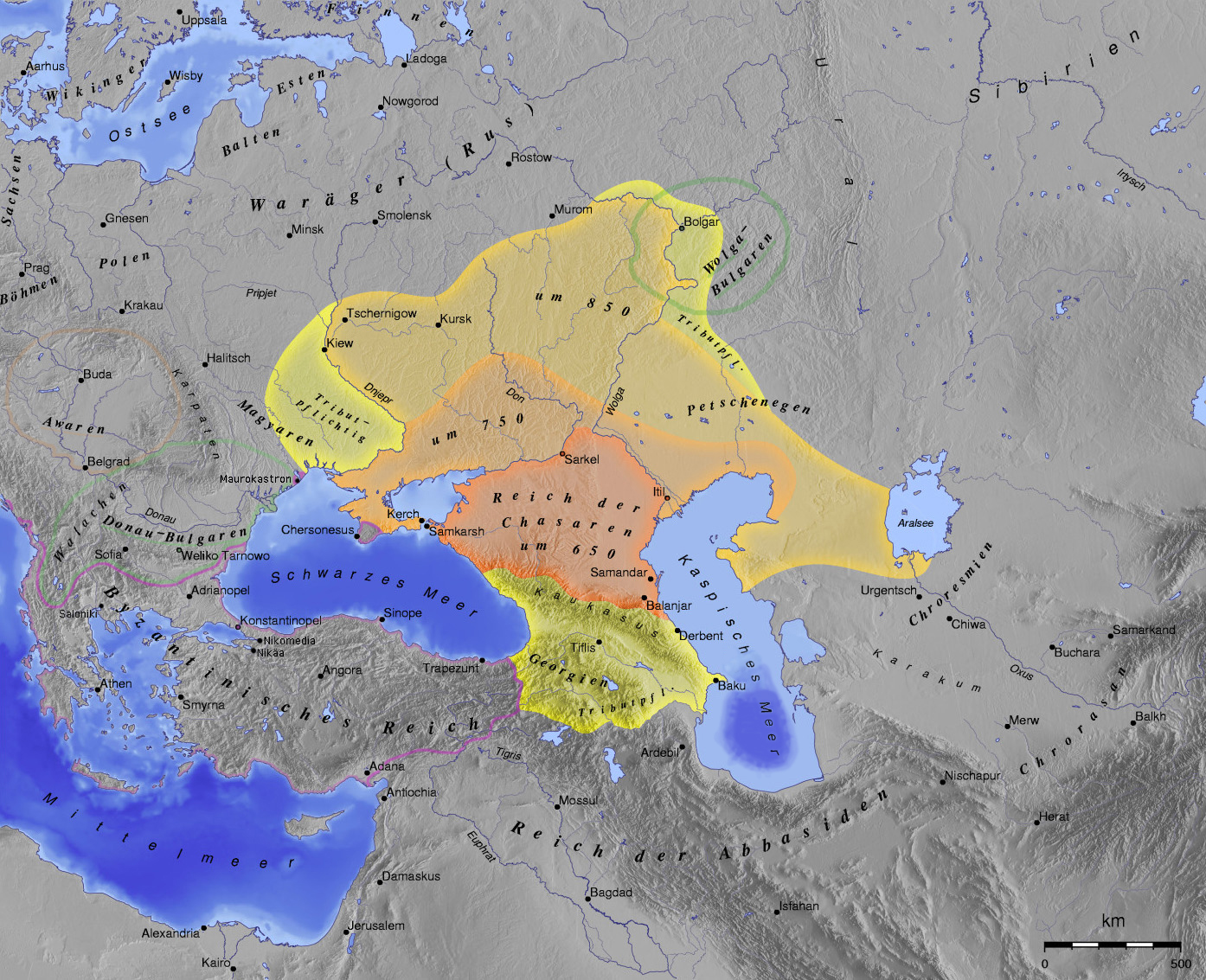
Hanatul Khazar, maghiarii fiind vizibili în partea de sud-est.

Războiul maghiaro-khazar a fost un conflict militar purtat între triburile ungurilor nomazi și Hanatul Khazar care deținea puterea locală asupra regiunii Caucazului de nord. Războiul a fost, practic, unul de independență, rezultând în independența Etelközului, statul locuit de maghiari înainte de a migra în Panonia.

## Context

### Maghiarii
Maghiarii, popor uralic, s-au alăturat altor popoare nomade în migrarea acestora către vest, ajungând în sfera de influență a Hanatului Khazar, fiind angajați drept mercenari în jurul anilor 670 d. Hr.
Relațiile dintre cele două părți au fost constant tensionate. Maghiarilor li s-a oferit regiunea Etelköz, situată între râurile Nipru, Nistru, Prut și Siret. Astfel, maghiarii au devenit o națiune vasală a khazarilor. Tensiunile dintre cele două națiuni a culminat la începutul anilor 830, data războiului nefiind cunoscută cu certitudine. Triburilor maghiare li s-au mai alăturat și kavarii, de origine mixtă horezmă, alană și bulgaro-turcică.

### Khazarii
Odată cu trecerea timpului, statutul khaganului khazar a scăzut. Potrivit relatărilor istoricului al-Ya'qubi⁠(en)[traduceți] din secolul al IX-lea și Al-Tabari⁠(en)[traduceți] din secolul al X-lea, khaganul a fost conducătorul suprem, precum și comandantul militar până în cel puțin 799, întrucât în acel moment este sigur că se afla la conducerea armatei khazare, inclusiv a diviziei care a invadat sudul Caucazului în 798-799. Însă din anii 830, khaganul a început să împartă puterea cu un conducător militar, khagan bek, ambii oficiali fiind menționați în scrisoarea în care khazarii cereau ajutor de la Theophil la construirea cetății Sarkel.
Kavarii, compuși din 3 triburi khazare, s-au revoltat împotriva conducerii hanatului din cauza convertirii la iudaism și declararea acestuia ca religie de stat începând din timpul conducerii khaganului Bulan, convertirea având loc în perioada 740-760, 760-770, 800 (după Al-Masudi), ori în 860-861 (după legenda lui Chiril). Kavarii erau considerați fie păgâni, fie caraiți, care s-au revoltat împotriva conducerii talmude. O altă variantă extremă a fost propusă de Serghei Tolstov, potrivit căreia kavarii erau de credință iudaică și au intrat în conflict cu restul khazarilor păgâni. Pe de altă parte, kavarii erau considerați și musulmani sau „cel puțin sub comanda aristocrației militare musulmane”. Conflictele civile erau strâns legate de conflictele religioase dintre clasa conducătoare care practica religia iudaică și musulmanii din hanat și tensiunea crescândă și ciocnirile militare dintre Khazaria și Califatul Abbasid din anii 850. De altfel, deși conducerea practica iudaismul, restul populației rămăsese la șamanism.
S-a mai adus ideea că separarea kavarilor și îndreptarea către maghiarii pare a fi rezultatul unor conflicte între armată și autoritățile locale. După această teorie, kavarii, ce erau mercenari în serviciul permanent al khaganului, s-au revoltat și au fost învinși, fugind peste graniță către maghiari. Conform unei alte ipoteze, războiul civil a fost provocat de contradicția din interiorul dublei conduceri khazare, de conflictele dintre khagan care avea un rol sacru și conducătorul efectiv, khagan bek. Astfel, kavarii erau „partizanii khaganului, ai cărui putere a fost erodată de bek, a căutat să se reafirme și a pierdut.” Potrivit lui Omeljan Pritsak⁠(en)[traduceți], revolta începută de kavari în anii 830 avea la bază faptul că khagan bek susținea iudaismul, în timp ce khaganul suprem, pe nume Khan-Tuvan⁠(en)[traduceți] (zis și Dyggvi), s-a opus iudaismului. O parte din rebelii kavari au fost uciși, iar o altă parte din supraviețuitori împreună cu khaganul s-au refugiat la Rostov (Veliky) și au intrat în contact cu varegii, fondatorii Hanatului Rus⁠(en)[traduceți]. Se cunoaște că rebelii au migrat mai târziu în Ungaria și Transilvania.

## Războiul civil
Războiul a fost o victorie pentru maghiari, aceștia câștigându-și independența. Victoria nu va fi totuși de durată, Etelközul fiind atacat de alte popoare migratoare, cum ar fi pecenegii și slavii răsăriteni, care i-au forțat pe maghiari să migreze în vest, în Câmpia Panoniei.